# Diskwars

Beispiel-Disk

Diskwars  ist ein sogenanntes Sammelkartenspiel, bei dem der Spielverlauf maßgeblich von der Anzahl und der Variation der zur Verfügung stehenden Karten (Disks) beeinflusst werden kann. Der Spieler begibt sich in eine Fantasywelt rund um Zwerge, Elfen, Drachen & Co. und stellt seine Armeen entsprechend dem Regelwerk aus diesen Völkern zusammen. Das Spielziel wird von den Spielern selbst definiert. Es kann darum gehen, einfach alle gegnerischen Einheiten durch taktische Finessen zu vernichten, oder einen konstruierten Auftrag zu erfüllen. Im Wesentlichen wird die Handlung jedoch meist von der Kampfkraft bzw. der besonderen Fähigkeiten der genutzten Disks beeinflusst, die somit grundsätzlich eine Form von militärischen Einheiten darstellen.
Die Einheiten bestehen aus runden, bedruckten Pappkarten in verschiedenen Größen (ca. 2–10 cm im Durchmesser), die Aufschluss über die Gesinnung, die Kampfkraft (Angriff, Verteidigung, Vitalität), die Bewegungsreichweite, sowie über diverse besondere Fähigkeiten geben (zum Beispiel Einheit kann fliegen, Magier, Berserker).
Der Hersteller wollte ursprünglich einen regen Tausch der Karten mit besonderen Fähigkeiten erreichen, das Spiel hat sich aber in Europa kaum durchgesetzt und wurde nur in den Vereinigten Staaten von Amerika fortgeführt. Die Herstellung wurde auch dort nach der 4. Erweiterung im Jahre 2001 eingestellt. In deutscher Sprache sind nur die Basis-Sets und die erste Erweiterung (Mond über Thelgrim, 1999 (USA)) erschienen.
Grundsätzlich kann man die acht zuerst genannten Völker direkt durch den Kauf von Sets erwerben. In jedem Set befinden sich 7 Bögen mit Disks, von denen nur 4 zu dem erworbenen Volk gehören und die drei weiteren aus zufälligen Zusammenstellungen aller Völker bestehen. Die beiden letztgenannten Völker (Mahkim und K'Ryth) sind nur in dem Zufallsteil der Sets oder durch Tausch zu erwerben.

## Völker

### Ritter
Die Ritter repräsentieren die menschliche Rasse in diesem Spiel, die in der Regel bekannte Fähigkeiten ohne allzu viele Besonderheiten aufweist. Die Einheiten sind verhältnismäßig günstig. Die Stärke liegt in der Interaktion der Disks. Zum Beispiel sind einfache Soldaten verhältnismäßig teuer, aber nicht stark, werden aber durch Unterstützung anderer Disks und deren Spezialfähigkeiten (zum Beispiel Standartenträger, Feldwebel, General) zu erstklassigen Nahkämpfern.

### Elfen
Die Elfen haben ihren Schwerpunkt in der Magie und in der Nutzung von Fernkampfeinheiten (zum Beispiel Bogenschützen). Ferner gibt es einige fliegende Einheiten und Baumwesen, sog. Ents, die in ihren Reihen mitstreiten. In den späteren Editionen kamen mehrere starke Kavallerieeinheiten hinzu.

### Zwerge
Zwerge sind hier zähe Krieger, die insbesondere hohe Verteidigungswerte aufweisen, sich aber nur langsam fortbewegen. Ihre speziellen Fähigkeiten entwickeln sie erst ab der „Broken Shadows“-Erweiterung.

### Drachen
Bei den Drachen stellen die Feuerbälle ein wesentliches Offensivpotential dar, das durch die Nutzung von Magie und einer hohen Reichweite der Einheiten eine starke Streitmacht ergibt. Die meisten Einheiten verfügen über die Fähigkeit „Fliegen“ und sind sehr schnell.

### Orks
Bei den Orks handelt es sich um eine offensiv ausgerichtete Armee, die im Nahkampf böse Überraschungen bereithalten kann. Oft zerstören sich die Einheiten selbst, fügen dem Gegner dabei aber auch großen Schaden zu.

### Untote
Die Untoten bieten erfahrenen Spielern die Möglichkeit, die Interaktion zwischen verschiedenen Einheiten zu nutzen und den Gegner in überraschende Scharmützel zu verwickeln. Achtung: Manche Untote machen ihrem Namen alle Ehre und kommen nach der Vernichtung wieder ins Spiel zurück.

### Akoluthen
Die Akoluthen sind ein grundsätzlich menschliches Wüstenvolk à la 1001 Nacht und stark auf die Anwendung von Magie ausgerichtet. Die durchschnittlichen Truppen sind sehr teuer und haben schwache Kampfwerte. Für sehr erfahrene Spieler bieten die vielen, teils komplexen Spezialfertigkeiten ein großer Spektrum an Möglichkeiten den Gegner zu überwinden.

### Uthuk
Die Uthuk stellen eine verwahrloste menschliche Rasse dar, die durch den Konsum von Drogen besondere Talente entwickelt haben. Die Armee ist grundsätzlich eher offensiv und schnell.

### Mahkim
Ab der ersten Erweiterung (Mond über Thelgrim) steht diese neue Rasse zur Verfügung. Man kann sie allerdings nicht in Form eines Sets erwerben, sondern findet die Einheiten ausschließlich in den zufällig generierten Tableaus (sog. "Flats"). Die Mahkim sind Sumpfwesen, die ihre Stärke klar im Nahkampf haben. Ferner verfügen sie über verhältnismäßig starke besondere Fähigkeiten.

### K'Ryth
Ab der zweiten Erweiterung (Wastelands) steht dieses Volk zur Verfügung. Diese Fraktion kann, analog zu den Mahkim, nur durch die zufälligen Disks in den Armee-Sets zusammengestellt werden. Hierbei handelt es sich um eine in der Ödnis lebenden Dämonenrasse von ausschließlich böser Gesinnung. Die K'Ryth haben das Spiel mit Massenarmeen neu definiert.

## Erweiterungen
- Mond über Thelgrim (2000 DE; 1999 EN)
- Wastelands (1999 EN)
- Legions (2000 EN)
- Waiquar's Path (2000 EN)
- Broken Shadows (2001 EN)
- Blood & Prophecy(geplant 2002 EN, abgekündigt wegen zu geringer Vorbestellungsmenge)